# Algemene chirurgie
Algemene chirurgie of algemene heelkunde is een medisch specialisme in het ziekenhuis. De specialist op deze afdeling heet chirurg. Onder de algemene chirurgie vallen alle ziektebeelden die niet onder een ander 'snijdend' specialisme vallen. Ook kunnen de algemeen chirurgen bijvoorbeeld een gebroken heup opereren. Dit is echter ook een behandeling die uitgevoerd kan worden door de orthopeed.